# Экспортно-кредитное агентство
Э́кспортно-креди́тное аге́нтство — государственное или частное учреждение, осуществляющее поддержку экспорта в стране-экспортёре.
Экспортно-кредитные агентства предоставляют широкий набор услуг, к которым относятся кредитование внешнеторговых операций, предоставление государственных гарантий по экспортным кредитам, страхование экспортных кредитов и сделок от политических и других видов рисков. Помимо этого, экспортно-кредитные агентства осуществляют организационную и информационно-аналитическую поддержку.
Экспортно-кредитные агентства создаются в форме частных или государственных компаний. Частная форма создания экспортно-кредитных агентств встречается довольно редко в силу особенностей деятельности и целей. Самыми известными частными экспортно-кредитными агентствами являются Euler Hermes (Германия), COFACE (Франция), Atradius (Голландия). Частные экспортно-кредитные агентства работают также в Португалии, Литве, Греции, Австрии и Аргентине. Однако даже полностью частные экспортно-кредитные агентства осуществляют поддержку экспортёров за государственный счёт и под государственным контролем.
В то же время, не менее известными государственными экспортно-кредитными агентствами являются Eximbank (США), NEXI (Япония), ECGD (Великобритания). Смешанную форму собственности имеют SBCE (Бразилия), CESCE (Испания), Swedish Export Credit Corporation (Швеция), ECGE (Египет).
Экспортно-кредитные агентства объединены в международные ассоциации, такие как Бернский союз и  Международная ассоциация кредитного страхования.

## Список экспортно-кредитных агентств

### Многосторонние экспортно-кредитные агентства
- Многостороннее агентство по гарантиям инвестиций (англ. Multilateral Investment Guarantee Agency)
- Африка — African Export-Import Bank (Afreximbank)
- Африка — Африканский банк развития (African Development Bank — AfdB)
- Андское сообщество — Corporación Andina de Fomento (CAF)
- Арабская лига — Arab Found for Economic and Social Development
- Азия — Азиатский банк развития (Asian Development Bank)
- Центральная и Восточная Европа — Европейский банк реконструкции и развития (European Bank for Reconstruction and Development — EBRD)
- Центральная и Восточная Европа — European Investment Bank (EIB)
- Исламские страны — Islamic Corporation for the Insurance of Investment and Export Credit (ICIEC, часть Исламского банка развития)
- Исламский банк развития (Islamic Development Bank, IsDB)
- Латинская Америка — Межамериканский банк развития (Inter-American Development Bank, IADB)
- Nordic Investment Bank (NIB)
- Nordic Development Fund (FundNDF)
- OPEC Fund for International Development

### Официальные экспортно-кредитные агентства
- Австралия — Export Finance and Insurance Corporation (EFIC);
- Австрия — Oesterreichische Kontrollbank AG (OeKB);
- Бельгия — Office National du Ducroire/Nationale Delcrederedienst] (ONDD);
- Великобритания — Export Credits Guarantee Department (ECGD);
- Венгрия — Hungarian Export Credit Insurance Ltd (MEHIB), Hungarian Export—Import Bank;
- Германия — Euler Hermes Kreditversicherungs-AG, AuslandsGeschäftsAbsicherung der Bundesrepublik Deutschland;
- Греция — Export Credit Insurance Organisation (ECIO);
- Дания — Eksport Kredit Fonden (EKF);
- Индия — Exim Bank (India)|Export-Import Bank of India, Export Credit Guarantee Corporation of India;
- Испания — Compañía Española de Seguros de Crédito a la Exportación, Secretaría de Estado de Comercio (Ministerio de Economía)
- Италия — SACE S.p.A. Servizi Assicurativi del Commercio Estero;
- Казахстан — Экспортно-кредитное агентство Казахстана;
- Канада — Export Development Canada (EDC);
- Китай — Export-Import Bank of China;

- Гонконг — Hong Kong Export Credit Insurance Corporation;

- Колумбия — Bancóldex|Banco de Comercio Exterior de Colombia;
- Корея — Korea Trade Insurance Corporation (K-SURE), The Export-Import Bank of Korea (KEXIM);
- Люксембург — Office du Ducroire (ODD);
- Мексика — Bancomext|Banco Nacional de Comercio Exterior;
- Нидерланды — Atradius;
- Новая Зеландия — Export Credit Office (ECO);
- Норвегия — The Norwegian Guarantee Institute for Export Credits (GIEK);
- Польша — Korporacja Ubezpieczén Kredytów Eksportowych (KUKE);
- Португалия — Companhia de Seguro de Créditos;
- Россия — Российское агентство по страхованию экспортных кредитов и инвестиций
- Словакия — Export-Import Bank of the Slovak Republic (Eximbank SR)
- США — Export-Import Bank of the United States (Ex—Im Bank)
- Турция — Export Credit Bank of Turkey (Türk Eximbank)
- Украина - Экспортно-кредитное агентство (ЭКА)
- Финляндия — EFinnvera Oyj, Finnish Export Credit Ltd (FEC)
- Франция — Compagnie Française d’Assurance pour le Commerce Extérieur (COFACE), Direction des Relations Economiques Extérieures (Ministère de l'Economie) (DREE)
- Чехия — Export Guarantee and Insurance Corporation (EGAP), Czech Export Bank
- Швеция — Exportkreditnämnden (EKN)
- Швейцария — Swiss Export Risk Insurance (SERV)
- Япония — Japan Bank for International Cooperation (JBIC), Nippon Export and Investment Insurance (NEXI)